# Frederick Reines
Frederick Reines (Paterson, 16 marzo 1918 – Orange, 26 agosto 1998) è stato un fisico statunitense, premio Nobel per la fisica nel 1995 per i suoi lavori riguardo ai neutrini.